# Arturo Boccassini
Arturo Boccassini (Barletta, 2 gennaio 1887 – Barletta, 22 novembre 1952) è stato un ingegnere italiano.

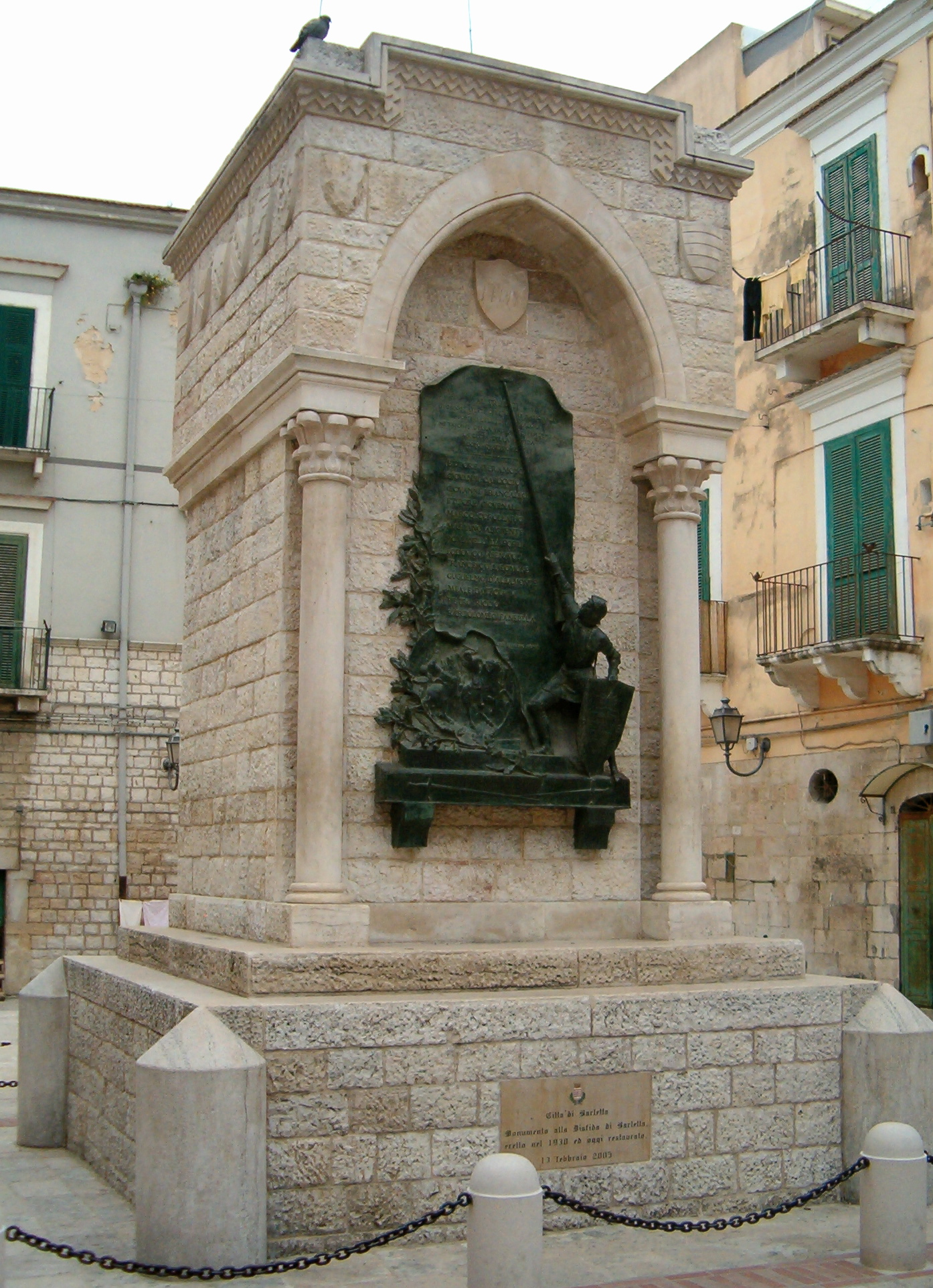
Il Tempiatto della Sfida

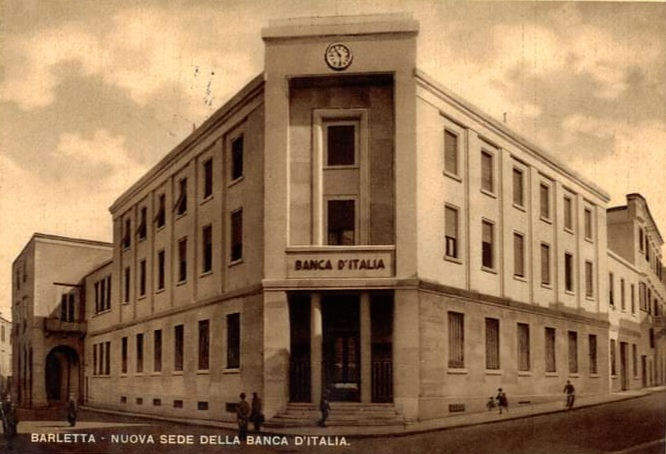
La sede della Banca d'Italia di Barletta

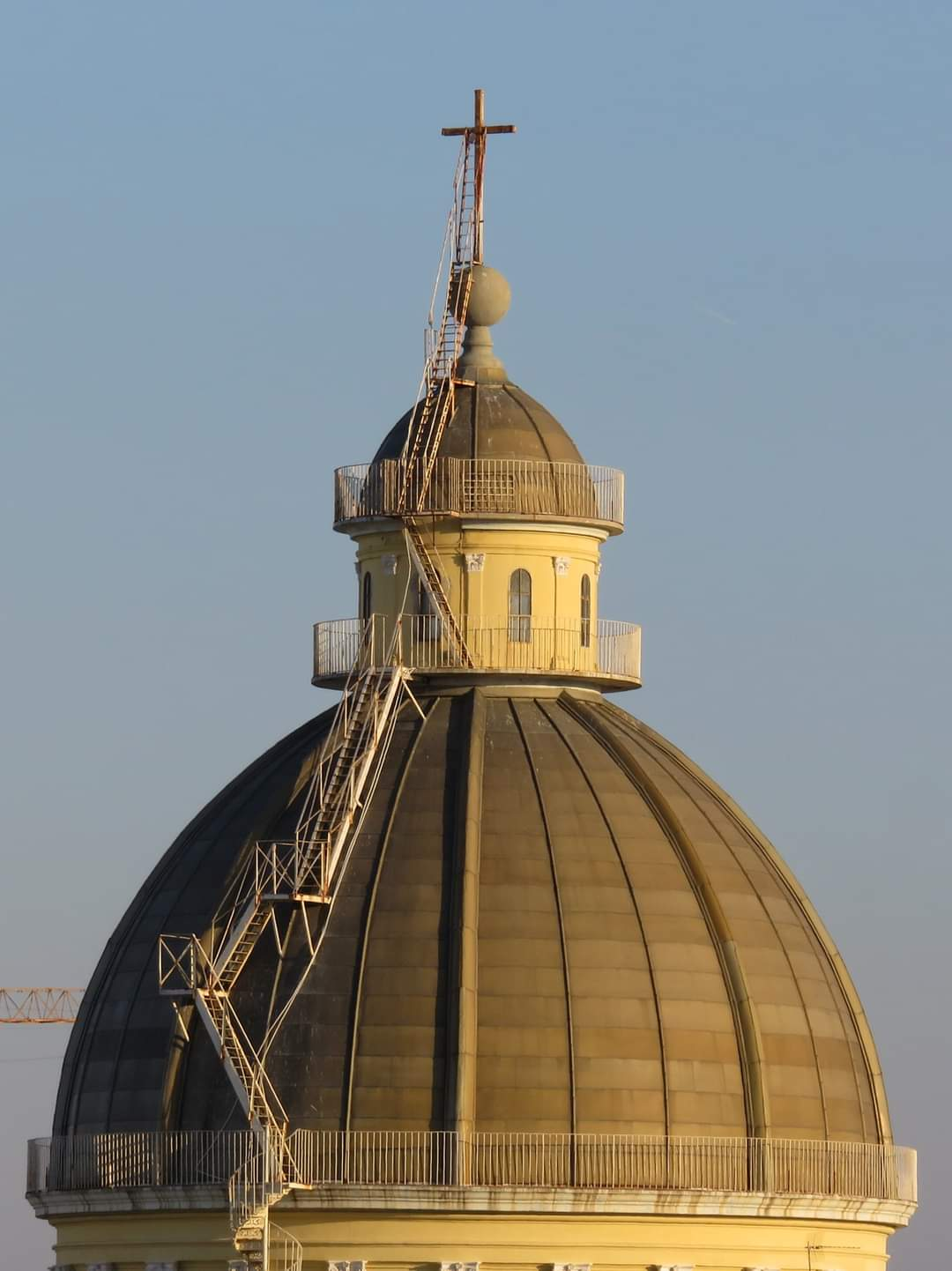
La cupola del Santuario dell'Immacolata

Realizzò edifici pubblici, costruì e ristrutturò sedi di enti pubblici, banche, caserme, case popolari e alcune opere di carattere monumentale funerario.

## Storia
Tra gli architetti pugliesi più prolifici del Novecento, fu autore di numerose opere, spaziando dall'art déco al razionalismo
Laureatosi nel 1912, prima di iniziare la liberà professione, lavorò prima a Torino e poi a Roma per la Fiat.
A Barletta progettò il Teatro Dilillo, esempio di art decò.
Fu esponente locale del Partito Nazionale Fascista e presidiò numerose commissioni del comune di Barletta. Nel 1931 fece parte dei moti della Disfida. Tra il 1936 e il 1938 si occupò della creazione del nuovo edificio della sezione di Barletta della Banca d'Italia, istituita nel 1894 Nello stesso anno progettò la "Cascina Lido", oggi "Brigantino". Negli anni '50, realizzò il complesso di case popolari "Regina Elena".
Si spense nel 1952 a 65 anni.

## Opere principali
- Palazzo Criscuoli
- Palazzo Calò
- Teatro Lembo
- Palazzo della Banca d'Italia (Barletta)
- Teatro Dilillo
- Santuario dell'Immacolata (Barletta)
- Liceo classico Alfredo Casardi
- Palazzo Boccassini
- Complesso case popolari "Regina Elena"
- Casa Doronzo
- Tempietto della Sfida

## Riconoscimenti
- Gran Premio e Medaglia d’Oro” all’Esposizione Generale delle Industrie e Commercio di Venezia, 1924[4]